# Korpungstjärnet
Korpungstjärnet är en sjö i Eda kommun i Värmland och ingår i Göta älvs huvudavrinningsområde. Sjön har en area på 0,0376 kvadratkilometer och ligger 159,2 meter över havet. Sjön avvattnas av vattendraget Vrångsälven.

## Delavrinningsområde
Korpungstjärnet ingår i det delavrinningsområde (666562-129154) som SMHI kallar för Vid mätstation Magnor. Medelhöjden är 246 meter över havet och ytan är 359,96 kvadratkilometer. Det finns inga avrinningsområden uppströms utan avrinningsområdet är högsta punkten. Vrångsälven som avvattnar avrinningsområdet har biflödesordning 3, vilket innebär att vattnet flödar genom totalt 3 vattendrag innan det når havet efter 322 kilometer. Avrinningsområdet består mestadels av skog (91 procent). Avrinningsområdet har 10,18 kvadratkilometer vattenytor vilket ger det en sjöprocent på 2,8 procent.